# Chrysosoma provocans
Chrysosoma provocans är en tvåvingeart som beskrevs av Octave Parent 1934. Chrysosoma provocans ingår i släktet Chrysosoma och familjen styltflugor.
Artens utbredningsområde är Vanuatu. Inga underarter finns listade i Catalogue of Life.